# Alexandra Manly
Alexandra Manly (* 28. Februar 1996 in Kalgoorlie) ist eine australische Radsportlerin.

## Sportliche Laufbahn
Von Kind an war Alexandra Manly sehr sportlich und versuchte sich in verschiedenen Sportarten wie Basketball, Crosslauf, Hockey, Tennis, Speerwurf und Steeplechase. Nachdem ihre Familie nach Adelaide umgezogen war, kam sie mit Radsport in Kontakt. Zunächst versuchte sie, die Sportarten nebeneinander auszuüben – so gewann sie im Basketball in der U14 die Bronzemedaille bei nationalen Meisterschaften –, entschied sich aber dann, ihren Schwerpunkt auf den Radsport zu legen. 2012 gewann sie ihre nationale Titel in ihrer Altersklasse.
Im Jahr darauf errang Manly bei den Straßenweltmeisterschaften Bronze im Einzelzeitfahren der Juniorinnen und zudem zweimal Silber in Zeitfahren und Straßenrennen bei den Ozeanienmeisterschaften. 2014 wurde sie zweifache Junioren-Weltmeisterin auf der Bahn, in der Einer- sowie mit Macey Stewart, Danielle McKinnirrey und Josie Talbot in der Mannschaftsverfolgung.
2015 erhielt Alexandra Manly einen Vertrag beim Team Orica Scott. Im selben Jahr gewann sie gemeinsam mit Macey Stewart, Elissa Wundersitz und Lauren Perry die Mannschaftsverfolgung beim Lauf des Bahn-Weltcups in Cali: „It was one of the best moments of my life sharing that win with the girls“, sagte sie dazu später. 2017 wurde sie mit Rebecca Wiasak, Ashlee Ankudinoff und Amy Cure Vize-Weltmeisterin in der Mannschaftsverfolgung und errang gemeinsam mit Cure Bronze beim erstmals für Frauen bei einer WM ausgetragene Zweier-Mannschaftsfahren. Im selben Jahr wurde sie mit Ankudinoff, Annette Edmondson und Cure Ozeanienmeisterin in Mannschaftsverfolgen gewann mit Cure den Lauf des Bahnrad-Weltcups in Los Angeles im Zweier-Mannschaftsfahren.
2018 gewann der australische Bahn-Vierer mit Manly die Mannschaftsverfolgung bei den Commonwealth Games. Bei den Bahnradsport-Weltmeisterschaften 2019 im polnischen Pruszków wurde sie zweifache Weltmeisterin, im Punktefahren sowie in der Mannschaftsverfolgung (mit Ashlee Ankudinoff, Annette Edmondson, Amy Cure und Georgia Baker). Anschließend hatte sie mehrere Erfolge im Zweier-Mannschaftsfahren: beim Lauf des Weltcups in Cambridge (mit Georgia Baker), bei den Ozeanienmeisterschaft (mit Amy Cure) sowie zwei Mal in Folge bei australischen Meisterschaften (einmal mit Baker, einmal mit Ankudinoff).
2020 und 2021 konzentrierte sich Manly auf den Bahnradsport. 2021 startete sie bei den Olympischen Spielen in Tokio und belegte mit dem australischen Vierer in der Mannschaftsverfolgung Platz fünf. Nach den Olympischen Spielen kehrte sie 2022 zu ihrem ehemaligen Straßenradsportteam zurück. Im selben Jahr dominierte sie die Internationale Thüringen-Rundfahrt der Frauen mit vier Etappenerfolgen sowie dem Gewinn der Gesamtwertung. Im weiteren Verlauf der Saison gewann sie auf der UCI Women’s WorldTour eine Etappe der Tour of Scandinavia und bei den Weltmeisterschaften die Bronzemedaille mit der Mixed-Staffel. 2023 konnte sie bei der Tour Down Under einen weiteren WorldTour-Sieg feiern. Auf der Bahn gewann sie bei den Weltmeisterschaften 2023 mit Georgia Baker die Silbermedaille im Madison. 2024 wurde sie erneut für die Olympische Sommerspiele nominiert, wo sie in Paris in der Mannschaftsverfolgung den siebten Platz und im Madison gemeinsam mit Georgia Baker den neunten Platz belegte.
Nach der Saison 2024 wechselte Manly zum AG Insurance-Soudal Team.

## Erfolge

### Bahn
2014
- Junioren-Weltmeisterin – Verfolgung, Mannschaftsverfolgung (mit Macey Stewart, Danielle McKinnirrey und Josie Talbot)
- Australische Junioren-Meisterin – Verfolgung

2015
- Weltcup in Cali – Mannschaftsverfolgung (mit Macey Stewart, Elissa Wundersitz und Lauren Perry)

2017
- Weltmeisterschaft – Mannschaftsverfolgung (mit Rebecca Wiasak, Ashlee Ankudinoff und Amy Cure)
- Weltmeisterschaft – Zweier-Mannschaftsfahren (mit Amy Cure)
- Weltcup in Los Angeles – Zweier-Mannschaftsfahren (mit Amy Cure)
- Ozeanienmeisterin – Mannschaftsverfolgung (mit Ashlee Ankudinoff, Annette Edmondson und Amy Cure)
- Australische Meisterin – Mannschaftsverfolgung (mit Danielle McKinnirrey, Breanna Hargrave und Chloe Moran)

2018
- Siegerin Commonwealth Games – Mannschaftsverfolgung (mit Annette Edmondson, Amy Cure und Ashlee Ankudinoff)
- Australische Meisterin – Mannschaftsverfolgung (mit Breanna Hargrave, Annette Edmondson und Maeve Plouffe)

2019
- Weltmeister – Punktefahren, Mannschaftsverfolgung (mit Ashlee Ankudinoff, Annette Edmondson, Amy Cure und Georgia Baker)
- Weltcup in Cambridge – Zweier-Mannschaftsfahren (mit Georgia Baker)

2019/20
- Ozeanienmeisterin – Zweier-Mannschaftsfahren (mit Amy Cure)

2021
- Australische Meisterin – Zweier-Mannschaftsfahren (mit Ashlee Ankudinoff)

2023
- Australische Meisterin – Zweier-Mannschaftsfahren (mit Georgia Baker)
- Weltmeisterschaft – Zweier-Mannschaftsfahren (mit Georgia Baker)

### Straße
2013
- Junioren-Weltmeisterschaft – Einzelzeitfahren
- Junioren-Ozeanienmeisterschaft – Straßenrennen, Einzelzeitfahren
- Australische Junioren-Meisterin – Einzelzeitfahren

2014
- Junioren-Ozeanienmeisterschaft – Einzelzeitfahren

2017
- Australische Meisterin (U23) – Straßenrennen, Einzelzeitfahren

2018
- Australische Meisterin (U23) – Straßenrennen, Einzelzeitfahren

2022
- Gesamtwertung, vier Etappen und Punktewertung Thüringen Ladies Tour
- eine Etappe Tour of Scandinavia
- Weltmeisterschaften – Mixed-Staffel

2023
- eine Etappe Tour Down Under

2024
- Bergwertung Vuelta Andalucía